# Jon Harris (giocatore di football americano)
Jonathan Cecil Harris (Brooklyn, 9 giugno 1974) è un ex giocatore di football americano statunitense che ha militato nel ruolo di defensive end nella National Football League.

## Biografia
Dopo avere giocato al college a football all'Università della Virginia, Harris fu scelto come 25º assoluto nel Draft NFL 1997 dai Philadelphia Eagles. Vi giocò per due stagioni e 24 partite, dopo di che fu scambiato coi Green Bay Packers per John Michels. Fece parte anche di Cleveland Browns (1999) e Oakland Raiders (2000-2001) senza più scendere in campo dopo la sua esperienza negli Eagles.

## Statistiche
| Partite             | 24  |
| Partite da titolare | 8   |
| Sack                | 2,0 |
| Intercetti          | 0   |